# Orchesella flavescens
Orchesella flavescens is een springstaartensoort uit de familie van de Entomobryidae. De wetenschappelijke naam van de soort is voor het eerst geldig gepubliceerd in 1839 door Bourlet.

## Kenmerken
Volwassen exemplaren hebben een lengte van 5,0 mm. Dorsolaterale lengtestrepen zijn smal en strekken zich uit van het tweede thoracale segment tot het einde van het derde abdominale segment. Meerdere antenneleedjes tonen donker pigment. De lichaamsgrondkleur gaat van geel tot kaneelbruin met bruine tot bruinzwarte vlekken. Het derde thoracale segment en het vierde abdominale segment zijn deels donker gevlekt, behalve bij jonge dieren. De lengte van de antennes is 3-4 keer de diagonaal van de kop en 0,75-0,90 keer de lichaamslengte. Het vijfde en zesde antenneleedje zijn licht van kleur, enkel aan het eind iets gekleurd. Mannetjes vertonen vaak bredere vlekken dan vrouwtjes.